# Tim Hetherington

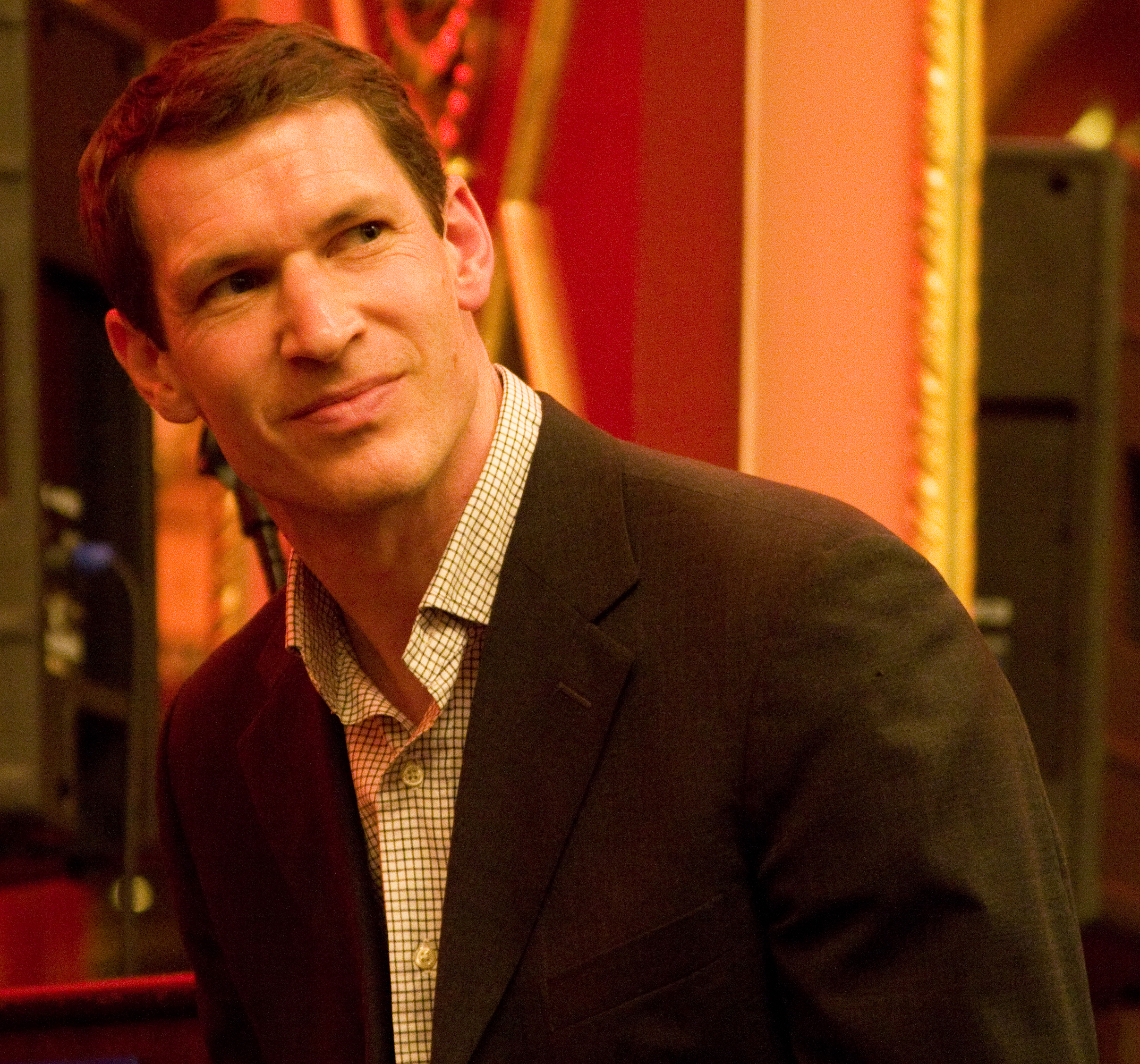
Tim Hetherington (Februar 2011)

Tim Hetherington (* 5. Dezember 1970 in Birkenhead; † 20. April 2011 in Misrata, Libyen) war ein britischer Fotojournalist, Kriegsberichterstatter und Dokumentarfilmer. In New York war er unter anderem als Fotograf für das Magazin Vanity Fair tätig.

## Leben
Nach seinem Literaturstudium in Oxford studierte er dort Fotojournalismus. Mit seinen Arbeiten wies er immer wieder auf die Folgen von Krieg, Armut und Globalisierung hin. So begleitete er beispielsweise US-amerikanische Soldaten während ihres Einsatzes im Irakkrieg, machte Bilder vom Tsunami 2004 in Südostasien, ebenso wie Straßenfotografien aus Manhattan oder von Menschen in Afrika.
Außer als Fotograf war Tim Hetherington auch als Filmproduzent und Kameramann tätig.
Erwähnenswert ist sein Film über den Bürgerkrieg in Liberia, Liberia: an Uncivil War aus dem Jahr 2004. Im Januar 2010 wurde sein neuer Film Restrepo auf dem Sundance Film Festival in Park City, Utah gezeigt. Es ist ein Dokumentarfilm über die Soldaten einer Militäreinheit im Korengal-Tal im Osten Afghanistans. Der in Zusammenarbeit mit Sebastian Junger produzierte Film wurde mit dem Großen Preis der Jury als bester Dokumentarfilm ausgezeichnet und erhielt 2011 eine Oscar-Nominierung. Hetherington war mit der amerikanischen Filmemacherin und Produzentin Idil Ibrahim verlobt. Sie hatten für 2011 ihre Hochzeit geplant.
Hetherington wurde im Bürgerkrieg in Libyen bei einem Straßengefecht in Misrata im April 2011 zusammen mit dem US-amerikanischen Fotojournalisten Chris Hondros von einem Granatgeschoss der gaddafitreuen Truppen getötet.
Kurz vor seinem Tod setzte er folgenden Tweet auf Twitter ab:

“In besieged Libyan city of Misrata. Indiscriminate shelling by Qaddafi forces. No sign of NATO.”

„In der belagerten libyschen Stadt Misrata. Wahlloses Granatfeuer durch Gaddafis Streitkräfte. Von der NATO nichts zu sehen.“

Die Fotoagentur Magnum Photos publizierte seine letzten Bilder. Im Juni 2011 wurde Hetherington als erster Mensch postum zum Mitglied der Academy of Motion Picture Arts and Sciences (AMPAS) ernannt.

## Veröffentlichungen

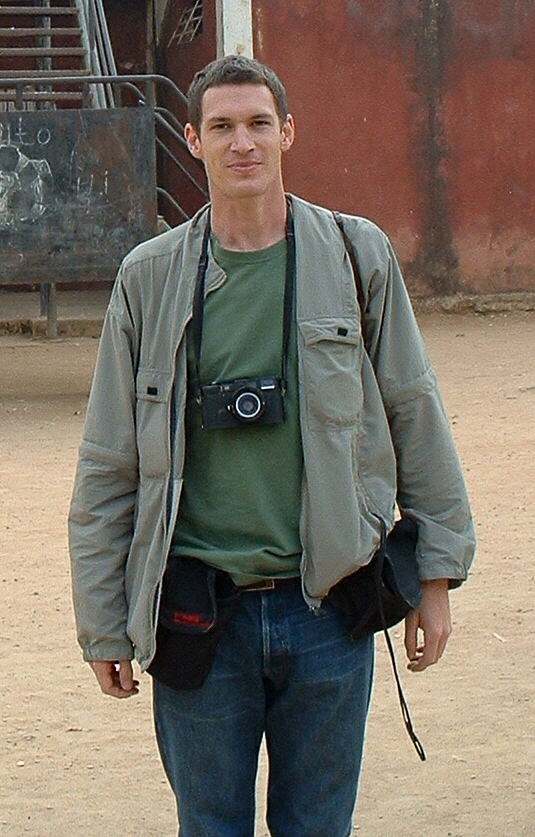
Hetherington in Angola (2002)

- Infidel. Verlag Chris Boot Ltd, Oktober 2010, ISBN 978-1-905712-18-2.
- Long Story Bit By Bit: Liberia Retold. Verlag Umbra ed (Mai 2009) ISBN 978-1-884167-73-7.
- Soccerscape (zusammen mit Stephen Gill). Verlag der Middlesbrough Art Gallery (Paperback – April 1996)

## Auszeichnungen

### Fotografie
- Fellowship from the National Endowment for Science, Technology and the Arts (2000-4)
- Hasselblad Foundation grant (2002)
- Pressefoto des Jahres 2000: Zweiter Preis in Sport Stories
- Pressefoto des Jahres 2002: Erster Preis in Portraits Stories
- Pressefoto des Jahres 2007[7]
- Pressefoto des Jahres 2007: Zweiter Preis in General News Stories
- Rory Peck Award for Features 2008
- Dupont Award 2009

### Film
- International Documentary Film Festival Amsterdam (IDFA) Special Jury Prize für Liberia: an Uncivil War
- International Documentary Association (IDA) Courage Under Fire Award für Liberia: an Uncivil War
- Restrepo – In der Hölle Afghanistans